# Lomederus
Lomederus är ett släkte av skalbaggar. Lomederus ingår i familjen vivlar.
Kladogram enligt Catalogue of Life:
| Lomederus | \| \| Lomederus ghesquierei \| \| \| \| \| \| Lomederus marshalli \| \| \| \| |
|           | \| \| Lomederus ghesquierei \| \| \| \| \| \| Lomederus marshalli \| \| \| \| |
|           | Lomederus ghesquierei                                                         |
|           |                                                                               |
|           | Lomederus marshalli                                                           |
|           |                                                                               |